# Patricia Medina
Patricia Medina est une actrice britannique, née à Liverpool (Merseyside), le 19 juillet 1919 et morte à Los Angeles, (Californie), le 28 avril 2012.

## Biographie
Patricia Medina est une actrice britannique. Son père, Ramón Medina Nabot, était un Espagnol venu des Îles Canaries, et sa mère était une Anglaise. Née à Liverpool, Lancashire, Medina a commencé comme actrice dès l'adolescence à la fin des années 1930. Elle a épousé l'acteur britannique Richard Greene en 1941 à Londres. Ils ont divorcé en 1951. En 1960, à Beverly Hills, elle épouse l'acteur américain Joseph Cotten, décédé en 1994. Elle décède à l'âge de 92 ans à l'hôpital Barlow Respiratory à Los Angeles en California. Elle repose aux côtés de Joseph Cotten au cimetière de Blandford à Petersburg en Virginie.

## Filmographie partielle
- 1937 : Dîner au Ritz (Dinner at the Ritz) d'Harold D. Schuster
- 1938 : Simply terrific de Roy William Neill
- 1938 : Double or quits de Roy William Neill
- 1942 : Riposte à Narvik (The Day Will Dawn) de Harold French
- 1942 : Spitfire (The first of the few) de Leslie Howard
- 1943 : Contre-espionnage (They met in the dark) de Carl Lamac et Norman G. Arnold
- 1944 : Don't take it to heart de Jeffrey Dell
- 1944 : Hôtel Réserve de Lance Comfort, Victor Hanbury et Mutz Greenbaum
- 1944 : Kiss the bride goodbye de Paul Ludwig Stein
- 1945 : Waltz time de Paul Ludwig Stein
- 1946 : Cœur secret (The Secret Heart) de Robert Z. Leonard : Kay Burns
- 1947 : Au carrefour du siècle (The beginning or the end) de Norman Taurog
- 1947 : La Fière Créole (The Foxes of Harrow) de John M. Stahl : Desiree
- 1947 : La Rose du crime (Moss Rose) de Gregory Ratoff : Audrey Ashton
- 1948 : Les Trois Mousquetaires (The Three Musketeers) de George Sidney : Kitty
- 1948 : Aventure en Irlande (The fighting O'Flynn) d'Arthur Pierson
- 1949 : Children of Chance de Luigi Zampa
- 1949 : Francis, le mulet qui parle (Francis) d'Arthur Lubin
- 1950 : Deux Nigauds légionnaires (Abbott and Costello in the Foreign Legion) de Charles Lamont : Nicole Dupre
- 1950 : Les Nouvelles Aventures du capitaine Blood (Fortunes of Captain Blood) de Gordon Douglas : Isabelita Sotomayor
- 1950 : Gare au percepteur (The Jackpot) de Walter Lang : Hilda Jones
- 1951 : Rudolph Valentino, le grand séducteur (Valentino) de Lewis Allen
- 1951 : Dick Turpin, bandit gentilhomme (Dick Turpin's Ride) de Ralph Murphy
- 1951 : L'Aigle rouge de Bagdad (The Magic Carpet) : Princess Narah
- 1952 : Aladdin et sa lampe (film, 1952) de Lew Landers
- 1952 : La Femme au masque de fer (Lady in the iron mask) de Ralph Murphy
- 1952 : Les Évasions du Capitaine Blood (Captain Pirate ) de Ralph Murphy
- 1952 : Quatre jours d'angoisse (Desperate search) de Joseph H. Lewis
- 1953 : Les Bagnards de Botany Bay (Botany Bay) de John Farrow
- 1953 : La Sirène de Bagdad (Siren of Bagdad) de Richard Quine
- 1953 : Sangaree d'Edward Ludwig
- 1953 : Les Pillards de Mexico (Plunder of the Sun) de John Farrow : Anna Luz
- 1954 : Le Fantôme de la rue Morgue (Phantom of the Rue Morgue) de Roy Del Ruth : Jeanette
- 1954 : Intrigues sous les tropiques (Drums of Tahiti) de William Castle
- 1954 : Le Serment du chevalier noir (The black knight) de Tay Garnett
- 1954 : Screen snapshot : Hula from Hollywood de Ralph Staub (court-métrage)
- 1955 : Pirates of Tripoli de Felix E. Feist
- 1955 : Duel sur le Mississippi (Duel on the Mississippi) de William Castle
- 1955 : Dossier secret (Mr. Arkadin) d'Orson Welles : Mily
- 1955 : Les Révoltés (ou Le Manteau rouge) (Il mantello rosso) de Giuseppe Maria Scotese
- 1956 : Uranium Boom de William Castle
- 1956 : L'Inconnu du ranch (Stranger at my door) de William Witney
- 1956 : La Montagne mystérieuse (Beast of Hollow Mountain) de Edward Nassour et Ismael Rodríguez
- 1956 : Meurtres à Miami (Miami expose) de Fred F. Sears
- 1957 : The buckskin lady de Carl K. Hittleman
- 1958 : La Bataille des V1 (Battle of the V-1) de Vernon Sewell
- 1959 : J'ai épousé un Français (Count Your Blessings) de Jean Negulesco
- 1960 : Thriller (série télévisée)
- 1961 : Blanche-Neige et les Trois Stooges (Snow White and the Three Stooges) de Walter Lang
- 1968 : Faut-il tuer Sister George ? (The killing of sister George) de Robert Aldrich : Betty Thaxter
- 1969 : Latitude Zero (Ido zero daisakusen) de Ishirō Honda
- 1972 : Timber tramps de Tay Garnett et Chuck D. Kern
- 1978 : El llanto de los pobres de Rubén Galindo